# David Production
David Production, Inc. (jap. 株式会社デイヴィッドプロダクション Kabushiki-gaisha Deividdo Purodakushon) – japońskie studio animacji z siedzibą w Nishitōkyō, założone we wrześniu 2007 przez byłych producentów studia Gonzo – Kōjiego Kajitę i Taito Okiurę. Studio znane jest z produkcji takich jak JoJo’s Bizarre Adventure, Hataraku saibō, Fire Force i Urusei Yatsura.

## Historia
Firma została założona we wrześniu 2007 przez byłego prezesa i producenta Gonzo, Kōjiego Kajitę, oraz innego producenta Taito Okiurę po odejściu z Gonzo. Studio początkowo działało jako podwykonawca animacji, a w 2009 roku stworzyło swoją pierwszą samodzielną produkcję Ristorante Paradiso.
1 sierpnia 2014 studio zostało przejęte przez Fuji TV.
Nazwa firmy nawiązuje do biblijnej historii Dawida i Goliata, która została wybrana, aby reprezentować „[tworzenie] dobrej animacji ze świetną fabułą i postaciami”, pomimo bycia mniejszym niż inne znane studia. Jest to również akronim od Design Audio & Visual Illusion Dynamics.

## Produkcje

### Seriale telewizyjne
| Rok  | Tytuł                                            | Reżyser(zy)                                     | Liczba odcinków | Uwagi                                                                                | Przypisy |
| ---- | ------------------------------------------------ | ----------------------------------------------- | --------------- | ------------------------------------------------------------------------------------ | -------- |
| 2009 | Ristorante Paradiso                              | Mitsuko Kase                                    | 11              | Na podstawie mangi autorstwa Natsume Ono.                                            | [ 1 ]    |
| 2009 | Tatakau Shisho: The Book of Bantorra             | Toshiya Shinohara                               | 27              | Na podstawie light novel autorstwa Ishio Yamagaty.                                   | [ 7 ]    |
| 2011 | Level E                                          | Toshiyuki Kato                                  | 13              | Na podstawie mangi autorstwa Yoshihiro Togashiego. We współpracy z Pierrot.          | [ 8 ]    |
| 2011 | Ben-Tō                                           | Shin Itagaki                                    | 12              | Na podstawie light novel autorstwa Asaury.                                           | [ 9 ]    |
| 2012 | Inu × Boku SS                                    | Naokatsu Tsuda                                  | 12              | Na podstawie mangi autorstwa Cocoy Fujiwary.                                         | [ 10 ]   |
| 2012 | JoJo’s Bizarre Adventure                         | Naokatsu Tsuda Kenichi Suzuki                   | 26              | Na podstawie mangi autorstwa Hirohiko Arakiego.                                      | [ 11 ]   |
| 2013 | Chōjigen Game Neptune The Animation              | Masahiro Mukai                                  | 12              | Na podstawie serii gier wideo stworzonej przez Idea Factory i Compile Heart.         | [ 12 ]   |
| 2014 | JoJo’s Bizarre Adventure: Stardust Crusaders     | Naokatsu Tsuda Kenichi Suzuki                   | 48              | Drugi sezon JoJo’s Bizarre Adventure.                                                | [ 13 ]   |
| 2016 | JoJo’s Bizarre Adventure: Diamond Is Unbreakable | Naokatsu Tsuda Yūta Takamura Toshiyuki Kato     | 39              | Trzeci sezon JoJo’s Bizarre Adventure.                                               | [ 14 ]   |
| 2016 | Monster Hunter Stories: Ride On                  | Mitsuru Hongo                                   | 75              | Na podstawie serii gier wideo stworzonej przez Capcom.                               | [ 15 ]   |
| 2017 | Sagrada Reset                                    | Shinya Kawatsura                                | 24              | Na podstawie light novel autorstwa Yutaki Kōno.                                      | [ 16 ]   |
| 2018 | Captain Tsubasa                                  | Hirofumi Ogura Toshiyuki Kato                   | 52              | Na podstawie mangi autorstwa Yōichiego Takahashiego.                                 | [ 17 ]   |
| 2018 | Hataraku saibō                                   | Kenichi Suzuki                                  | 13              | Na podstawie mangi autorstwa Akane Shimizu.                                          | [ 18 ]   |
| 2018 | JoJo’s Bizarre Adventure: Golden Wind            | Naokatsu Tsuda Yasuhiro Kimura Hideya Takahashi | 39              | Czwarty sezon JoJo’s Bizarre Adventure.                                              | [ 19 ]   |
| 2019 | Fire Force                                       | Yuki Yase                                       | 24              | Na podstawie mangi autorstwa Atsushiego Ōkubo.                                       | [ 20 ]   |
| 2019 | Ensemble Stars!                                  | Yasufumi Soejima Mazakazu Hishida               | 24              | Na podstawie gry mobilnej stworzonej przez Happy Elements.                           | [ 21 ]   |
| 2020 | Fire Force sezon 2                               | Tatsuma Minamikawa                              | 24              | Drugi sezon Fire Force.                                                              | [ 22 ]   |
| 2020 | Strike Witches: Road to Berlin                   | Hideya Takahashi Kazuhiro Takamura              | 12              | Trzeci sezon Strike Witches.                                                         | [ 23 ]   |
| 2021 | 2.43: Seiin Kōkō danshi Volley-bu                | Yasuhiro Kimura                                 | 12              | Na podstawie light novel autorstwa Yukako Kabei.                                     | [ 24 ]   |
| 2021 | Hataraku saibō!!                                 | Hirofumi Ogura                                  | 8               | Drugi sezon Hataraku saibō.                                                          | [ 25 ]   |
| 2022 | Urusei Yatsura                                   | Takahiro Kamei                                  | 23              | Na podstawie mangi autorstwa Rumiko Takahashi.                                       | [ 26 ]   |
| 2023 | Undead Unluck                                    | Yuki Yase                                       | 24              | Na podstawie mangi autorstwa Yoshifumiego Tozuki. We współpracy z TMS Entertainment. | [ 27 ]   |
| 2024 | Urusei Yatsura sezon 2                           | Takahiro Kamei                                  | 23              | Drugi sezon Urusei Yatsura.                                                          | [ 28 ]   |

### Filmy
| Rok  | Tytuł                                                                       | Reżyser(zy)                     | Czas trwania | Uwagi                                                      | Przypisy |
| ---- | --------------------------------------------------------------------------- | ------------------------------- | ------------ | ---------------------------------------------------------- | -------- |
| 2016 | Planetarian: Hoshi no hito                                                  | Naokatsu Tsuda                  | 117 minut    | Na podstawie powieści wizualnej stworzonej przez Key.      | [ 29 ]   |
| 2020 | Hataraku saibō!! Saikyō no teki, futatabi. Karada no naka wa „chō” ōsawagi! | Hirofumi Ogura                  | 112 minut    | Na podstawie mangi autorstwa Akane Shimizu.                |          |
| 2021 | Magiczny dom na przylądku                                                   | Shin’ya Kawatsura               | 100 minut    | Na podstawie powieści autorstwa Sachiko Kashiwaby.         | [ 30 ]   |
| 2022 | Ensemble Stars!! Road to Show!!                                             | Asami Nakatani Masakazu Hishida | 72 minut     | Na podstawie gry mobilnej stworzonej przez Happy Elements. | [ 31 ]   |

### OVA
| Rok  | Tytuł                                | Reżyser(zy)                     | Liczba odcinków | Uwagi                                               | Przypisy |
| ---- | ------------------------------------ | ------------------------------- | --------------- | --------------------------------------------------- | -------- |
| 2009 | Dogs: Stray Dogs Howling in the Dark | Tatsuya Abe                     | 4               | Na podstawie mangi autorstwa Shirowa Miwy.          | [ 32 ]   |
| 2012 | Lost Forest                          | Yasufumi Soejima                | 1               | Teledysk zespołu MOKA.                              |          |
| 2017 | Thus Spoke Kishibe Rohan             | Toshiyuki Kato Yasufumi Soejima | 4               | Na podstawie one-shota autorstwa Hirohiko Arakiego. | [ 33 ]   |

### ONA
| Rok  | Tytuł                                       | Reżyser(zy)                   | Liczba odcinków | Uwagi                                                 | Przypisy |
| ---- | ------------------------------------------- | ----------------------------- | --------------- | ----------------------------------------------------- | -------- |
| 2016 | Planetarian: The Reverie of a Little Planet | Naokatsu Tsuda                | 5               | Na podstawie powieści wizualnej stworzonej przez Key. | [ 29 ]   |
| 2021 | JoJo’s Bizarre Adventure: Stone Ocean       | Kenichi Suzuki Toshiyuki Kato | 38              | Piąty sezon JoJo’s Bizarre Adventure.                 | [ 34 ]   |
| 2022 | Spriggan                                    | Hiroshi Kobayashi             | 6               | Na podstawie mangi autorstwa Hiroshiego Takashige.    | [ 35 ]   |